# 도산초등학교 (산청군)
도산초등학교는 대한민국 경상남도 산청군에 있는 공립 초등학교이다.

## 학교 연혁
- 1937년 6월 7일: 문대간이학교 설립인가
- 1943년 8월 12일: 신안공립국민학교 문대분교장 승격
- 1950년 4월 18일: 도산공립초등학교 개교

## 참고 자료
- 도산초등학교 - 한국교육학술정보원 학교알리미